# Farman Salmanov
Farman Salmanov (en azeri : Fərman Qurban oğlu Salmanov ;  né le 28 juillet 1931 à Morul, district de Chamkhor et mort le 31 mars 2007 à Moscou) est un géologue pétrolier soviétique et russe, l'un des découvreurs du pétrole sibérien, premier vice-ministre de la géologie de l'URSS (1987-1991), docteur en sciences géologiques et minéralogiques, héros du travail socialiste (1966), géologue honoré de la RSFSR (1988), membre correspondant de l'Académie russe des sciences (1991).

## Carrière
Farman Salmanov est fondateur de l'école de géologie de Tyumen, l'un des principaux organisateurs de travaux d'exploration en Sibérie. Il participe à la découverte de plus de 150 gisements de pétrole et de gaz en Sibérie occidentale.

## Prix et distinctions
- Héros du travail socialiste (1966)
- Ordre de Lénine (1966)
- Ordre de l'Amitié des peuples
- Ordre du Drapeau rouge du travail (1971, 1976)
- Ordre de la révolution d'Octobre (1983)
- Ordre de la Gloire (26 juillet 2001, Azerbaïdjan) : pour ses grands mérites dans le développement des liens économiques et scientifiques entre la Russie et l'Azerbaïdjan
- Lauréat du prix Lénine (1970)
- Géologue honoré de la RSFSR (14 juillet 1988) : pour ses services dans le domaine de la géologie et de l'exploration du sous-sol, de nombreuses années de travail consciencieux
- Médaille « Pour le développement des ressources minérales et le développement du complexe pétrolier et gazier de la Sibérie occidentale »
- Médaille d'or du VDNKh (« Exposition des réalisations de l'économie nationale ») de l'URSS[2]

## Mémoire
- Le nom de Farman Salmanov est attribué à un navire de passagers construit à l'usine de construction navale et de réparation navale de la région de Tomsk. Le 29 août 2013, une plaque commémorative dédiée à F.K. Salmanov est inaugurée à Tiumen (65, rue Lénine).
- En mémoire de Salmanov, des monuments et des bustes ont été érigés à Moscou, Bakou, Surgut, Salekhard et Khanty-Mansiysk.
- Le 31 mai 2019, par décret du président de la fédération de Russie, le nom de Farman Salmanov a été officiellement attribué à l'aéroport de Surgut[3].